# Volcente
Volcente (chiamato anche Volscente) è un personaggio presente in un episodio del nono libro dell'Eneide, poema del latino Virgilio.

## Il mito

### Le origini
Volcente è uno dei condottieri dei Rutuli, antica popolazione italica, e luogotenente di Turno. Egli partecipa alla guerra contro i Troiani di Enea insieme al giovane figlio Camerte, signore di Amyclae. Da ciò si evince che è uno dei non molti guerrieri virgiliani in età matura.

### La morte
La comparsa di Volcente avviene nel libro nono dell'Eneide, in cui è alla guida di un drappello di trecento uomini mentre sorveglia l'accampamento rutulo.

Volcente si accorge della presenza nel campo di Eurialo e Niso, i due giovani guerrieri troiani che vi hanno seminato strage, a causa del vistoso pennacchio e del bagliore dell'elmo trafugato e indossato dal giovane Eurialo.

Inizia così ad inseguirli attraverso i boschi, finché arriva ad uccidere Eurialo trafiggendolo con la spada.

Dopo la morte dell'amico, Niso si scaglia con tutte le sue forze su Volcente, conficcando la spada nella sua bocca spalancata e uccidendolo.

Niso cadrà comunque in combattimento, oppresso dalle armi degli uomini di Volcente.

## Omaggi
- A Volcente è stato dedicato il cratere Volcens su Dione, satellite di Saturno.

### Fonti Antiche
- Publio Virgilio Marone, Eneide, libri IX-X.

### Moderna
- Ercole De Angelis, Il sacro fuoco della regina, Napoli 2011.